# Turbo C++
Turbo C++ est un compilateur C++ abandonné et un environnement de développement intégré développé par Borland. Il a été conçu comme un pendant domestique et amateur pour Borland C++. Alors que le développeur se concentrait davantage sur les outils de programmation professionnels, les produits Turbo C++ ultérieurs ont été créés sous forme de versions réduites de ses compilateurs professionnels.